# Simon Martey
Simon Martey född 22 december 1990, är en ghanansk fotbollsspelare som spelar för Ebusua Dwarfs i Ghana Premier League. Han är en defensiv spelare som kan användas på flera olika positioner, främst som defensiv mittfältare eller som försvare till höger. 

## Klubbkarriär
Simon Martey inledde sin karriär i Inter Allies. Efter att ha varit runt i flera olika klubbar i Ghana återvände han till Inter Allies 2013. Han utsågs till månadens spelare i juli 2015 efter flera starka insatser som högerback för laget. Inför säsongen 2016 utsågs han till assisterande kapten för laget. Efter säsongen lämnade Martey klubben efter att han valt att inte förlänga sitt kontrakt. Han istället skrev på för Young Wise i landets andradivision. Inför 2018 skrev han på för Ebusua Dwarfs där han spelade sju matcher innan säsongen avbröts till följd av en korruptionsskandal.